# ドミトリー・シトコヴェツキー
ドミトリー・ユリアノヴィチ・シトコヴェツキー（ラテン文字転写：Dmitry Sitkovetsky；ロシア語: Дмитрий Юлианович Ситковецкий、1954年9月27日 - ）は、旧ソ連出身のヴァイオリニスト・指揮者。

## 経歴
生い立ち
1954年、アゼルバイジャン・ソビエト社会主義共和国・バクーにおいて、ヴァイオリニストのロシア系ユダヤ人のユリアン・シトコヴェツキーとピアニストのアゼルバイジャン系ユダヤ人のベラ・ダヴィドヴィチの間に生まれた。父親が1958年に急死し、モスクワで教育を受けた。モスクワ音楽院に在学中の1977年、22歳のときにソ連から脱出することを望み、精神病患者として登録。念願かなって同年9月11日にニューヨークに亡命を果たした。
アメリカ亡命
1977年の亡命直後からジュリアード音楽院に入学し、ヴァイオリンの研鑽を積んだ。同1979年にウィーンのフリッツ・クライスラー国際コンクールにおいて優勝し、その後しばしばソリストとして世界の著名なオーケストラと共演した。ザルツブルク音楽祭やルツェルン音楽祭、エディンバラ音楽祭などにも出演している。また、母ダヴィドヴィチともリサイタルを行なった。
1996年から2001年までアルスター管弦楽団の首席指揮者ならびに芸術顧問を務め、その後は同楽団の桂冠指揮者に選ばれている。2003年からグリーンズボロ交響楽団の音楽監督に、またロシア国立交響楽団の首席客演指揮者に選ばれた。
ソリストや室内楽奏者として精力的に録音を行なっている。グレン・グールドの追悼に捧げられた、シトコヴェツキー本人によるバッハ作曲《ゴルトベルク変奏曲》の弦楽三重奏（ヴィオラのジェラール・コセ、チェロのミッシャ・マイスキーと共演）、及び弦楽合奏用の編曲の演奏はとりわけ名高い。
ソプラノ歌手スーザン・ロバーツと結婚し、1987年以降は娘ジュリアと3人でロンドンに定住している。

## 家族・親族
- 父：ユリアン・シトコヴェツキーはヴァイオリニスト。
- 母：ベラ・ダヴィドヴィチはピアニスト。
- 甥：アレクサンダー・シトコヴェツキー（英語版）もヴァイオリニストである。